# جون كلارنس ويبستر
جون كلارنس ويبستر هو مؤرخ كندي، ولد في 21 أكتوبر 1862 في Shediac ‏ في كندا، وتوفي في 16 مارس 1950.